# Budynek sądu w Raciborzu
Budynek sądu w Raciborzu – późnoklasycystyczny budynek sądowniczy zlokalizowany w Raciborzu przy ul. Nowej 29. Obecnie znajduje się w nim siedziba sądu rejonowego.

## Historia
W 1816 roku przeprowadzono reformę administracyjną Prus w ramach której powstała Prowincja Górnośląska. 12 czerwca tego roku królewski rząd w Opolu wydał postanowienie, że 1 października 1817 roku powstanie Wyższy Sąd Krajowy dla Górnego Śląska (niem. Oberlandesgericht der Provinz Oberschleisen). Sąd na początku zajmował dwie kamienice przy ul. Nowej, a jej pierwszym nadprezydentem (niem. chefpräsident) został baron Karl Froedrich Wilhelm von Falkenhausen. Jesienią 1822 roku podjęto decyzję o wzniesieniu nowego budynku sądu za kwotę 40 tysięcy talarów. Gmach sądu miał stanąć za Bramą Nową, gdzie za 3,2 tysiące talarów wykupiono teren od Maximiliane von Czarnetzky. Budynek został wzniesiony w latach 1823-1826 według projektu Karla Friedricha Schinkla, który był nadwornym architektem królestwa pruskiego. Pierwotny plan, na podstawie którego Schinkel dokonał zmian opracował Krause z Opola. Plany Schinkla datowane były na 15 kwietnia 1823 roku. Za wzniesienie gmachu odpowiedzialny był inspektor budowlany Jan Józef Fritsch. W trakcie budowy natrafiono na pozostałości fosy miejskiej, co wymagało zastosowania palowania, bowiem według zaleceń architekta fundamenty musiały być solidne. 24 kwietnia 1826 roku uroczyście poświęcono nowy gmach sądu. 24 lipca tego roku Schinkiel wraz z Fritschem wizytowali gmach sądu, o czym architekt później napisał w sprawozdaniu:

Budynek (...) wzbudza duży podziw. Realizacja przez pana radcę rządowego Krausego jest bardzo udana, co jest tym większą zasługą, że rzemieślników do wykonania wszystkich prac trzeba było dopiero stworzyć. Jest wiele miast i okręgów, w których brakuje wykwalifikowanych murarzy i cieśli.

{{Cytat}} Nieznane pola: "width".
Po zakończeniu budowy mieścił się tutaj Wyższy Sąd Krajowy Prowincji Górnośląskiej (niem. oberlandesgericht). 2 października 1846 roku w czasie wizyty w Raciborzu król pruski Fryderyk Wilhelm III zaliczył gmach do wybitnych dzieł architektonicznych. W 1849 roku wyższy sąd krajowy został przekształcony w sąd apelacyjny, pod który podlegało szesnaście sądów powiatowych. Jesienią 1879 roku sąd apelacyjny przemianowano na sąd krajowy (niem. landgericht), pod który podlegało dziewięć sądów grodzkich (niem. amtsgericht). W 1892 roku sąd krajowy został przeniesiony do nowej siedziby przy obecnej ul. Wojska Polskiego, a budynek w całości zajął sąd grodzki. W 1945 roku budynek jako jeden z nielicznych uniknął zniszczeń z rąk wojsk radzieckich. Po II wojnie światowej budynek był siedzibą polskiego sądu grodzkiego, który później został przekształcony w sąd powiatowy.
Budynek jest unikatowy na tle architektury miasta, ponieważ nawiązuje do sztuki berlińskiej i jest typowym budynkiem rządowym w monarchii pruskiej. Budynek zachował się do dzisiaj w niezmienionej postaci.

## Architektura
Budynek sądu został wybudowany w stylu późnoklasycystycznym. Gmach jest murowany, otynkowany, wolnostojący i usytuowany kalenicowo. Architektura pod względem koncepcji i detalu jest bardzo uboga. Można zauważyć umiar w podziałach architektonicznych, przy jednoczesnych dążeniach do monumentalizowania. Budowniczy gmachu miał tendencje klasycystyczne, o czym świadczy forma detalu. Budynek jest jednym z najlepszych przykładów niemieckiego klasycyzmu na Górnym Śląsku.
Wspomniany monumentalizm jest widoczny dzięki wysokiemu podpiwniczeniu budynku, które jest boniowane i zostało potraktowane jako wysoki cokół. Gmach posiada dwa piętra i został wzniesiony na rzucie prostokąta. Elewacja frontowa jest piętnastoosiowa. W środkowym siedmioosiowym, płytkim ryzalicie widoczne są pilastry, a całość zwieńczona została tympanonem (niski trójkątny przyczółek). Środkowy ryzalit podkreśla wertykalność względem skrzydeł budynku, które posiadają ubogi detal architektoniczny. Do potrójnego wejścia pośrodku ryzalitu prowadzi podwyższony dwubiegowy podjazd. Okna górnych kondygnacji posiadają uszate obramienia z gzymsikami. Środkowy ryzalit i naroża posiadają pilastry w typie toskańskim, które dźwigają uproszczone belkowanie posiadające gzyms kostkowy. Gmach wieńczy czterospadowy dach pokryty blachą. 
Wnętrza budynku ulegały licznym przebudowom w XX wieku, aby dostosować je do nowych funkcji jakie miał pełnić. Układ wnętrz jest dwutraktowy z korytarzem między traktami oraz holem. Obszerny hol posiada sklepienie kolebkowe, które jest wsparte na sześciu filarach i boniowanych pilastrach. W przedłużeniu holu znajduje się dwubiegowa klatka schodowa. W pozostałych pomieszczeniach znajdują się sufity. Na piętrze znajduje się zdobiona boazeriami sala rozpraw.